# Istorija Skandinavije
Istorija Skandinavije je istorija geografskog regiona Skandinavije i njenih naroda. Ova regija je u severnoj Evropi, a sastoji se od Danske, Norveške i Švedske. Finske i Islanda se ponekad, naročito u engleskom govornom kontekstu, smatraju delom Skandinavije.

## Prаistorijsko doba
Malo je dokaza ostalo u Skandinaviji o kamenom, bronzanom ili gvozdenom dobu, osim ograničenog broja alata napravljenih od kamena, bronze i gvožđa, nešto nakita i ukrasa, i kamenih grobnih oznaka. Jedna značajna kolekcija koja još uvek postoji je široko rasprostranjena i bogata zbirka kamenih crteža poznatih kao petroglifi.

### Kameno doba

#### Gornji paleolit
Kako se led povlačio, irvasi su pasli na ravnim zemljama Danske i najjužnijim delovima Švedske. Ovo je bila zemlja Arensburgijske kulture, plemena koja su lovila preko ogromnih teritorija i živela u šatorima u tundri. U ovom kraju je bilo malo šume osim arktičke bele breze i vrbe, ali polako se pojaviljvala tajga.

#### Mezolit
Od pre oko 9.000 do 6.000 godina (srednji do kasnog mezolitika), Skandinavija je bila naseljena mobilnim ili polusedentrarnim grupama o kojima se malo zna. Oni su živeli od lova, ribolova i sakupljanja. Oko 200 pogrebnih mesta je istraženo u ovom regionu iz ovog perioda od 3.000 godina.
U 7. milenijum pne, kad su irvasi i njihovi lovci migrirali u severnu Skandinaviju, na tom području su bile uspostavljene šume. Maglemozna kultura je živela u Danskoj i južnoj Švedskoj. Na severu, u Norveškoj i većem delu južne Švedske, živela je kultura Fosna-Hensbaha, koja je živela uglavnom duž ivica šuma. Severni lovci/sakupljači pratili su stada i migracije lososa, idući na jug tokom zime, i ponovo se vraćajući na sever tokom leta. Ovi rani narodi su sledili kulturne tradicije slične onima koje se praktikuju u drugim regionima na krajnjem severu - područjima koja uključuju današnju Finsku, Rusiju, i preko Beringovog tesnaca, do najsevernijeg dela Severne Amerike.
Tokom 6. milenijuma pne, južna Skandinavija bila je pokrivena umerenim širokolistnim i mešovitim šumama. Fauna je obuhvaćala tura, evropskog bizona, losa i crvenog jelena. Kongemoška kultura je bila dominantna u ovom vremenskom periodu. Oni su lovili foke i ribu u bogatim vodama. Severno od Kongemozanskog naroda su živeli drugi lovci-sakupljači u većem delu južne Norveške i Švedske zvani Nestvet i Lihult kulture, potomci kultura Fosne i Hensbaha. Krajem 6. milenijuma pne, Kongemošku kulturu je na jugu zamenila kultura Ertebele.

#### Neolit
Tokom 5. milenijuma pne, Ertebele narod je naučio grnčarske tehnike od susednih plemena na jugu, koji su počeli da kultiviraju zemlju i drže životinje. I oni su počeli da obrađuju zemlju, a do 3000. godine p. n. e. oni su postali deo megalitske kulture levkastih pehara. Tokom četvrtog milenijuma prne, ova plemena su se proširila u Švedsku sve do Uplanda. Plemena Nestveta i Lihulta naučila su novu tehnologiju od naprednih poljoprivrednika (ali ne i poljoprivredu) i postali su kultura jamske keramike krajem IV milenijuma pne. Ta plemena su zaustavila napredovanje poljoprivrednika i potisnula ih na jug u jugozapadnu Švedsku, mada prema nekim izvorima farmeri nisu ubijeni ili prognani, već da su se dobrovoljno priključili kulturi jamske keramike i postali njen deo. Postoje indikacije da je najmanje jedno naselje pomešano, Alvastra.
Nije poznato kojim su jezikom govorili ovi rani Skandinavci, ali krajem 3. milenijuma pne su ih nadvladala nova plemena za koja mnogi učenjaci misle da su govorila protoindoevropskom, kultura linearne keramike. Ovaj novi narod napredovao je do Uplanda i Oslofjorda, i verovatno su proizveli jezik koji je predak modernih skandinavskih jezika. Oni su bili bili stočari, i sa njima veći deo južne Skandinavije je ušao u neolit.

### Nordijsko bronzano doba
Iako su se Skandinavci pridružili evropskim kulturama bronzanog doba prilično kasno kroz trgovinu, skandinavska mesta predstavljaju bogate i dobro očuvane predmete od vune, drveta i uvezene centralnoevropske bronze i zlata. Tokom ovog perioda u Skandinaviji je nastala prva poznata napredna civilizaciju na ovom području nakon nordijskog kamenog doba. Skandinavci su istovremeno usvojili mnoge centralnoevropske i mediteranske simbole kojima su stvorili nove stilove i predmete. Mikenska Grčka, Vilanovanska kultura, Fenikija i drevni Egipat su identifikovani kao mogući izvori uticaja u skandinavskim umetničkim delima iz ovog perioda. Smatra se da strani uticaj potiče od trgovine ćilibarom, a ćilibar pronađen u mikenskim grobovima iz ovog perioda potiče iz Baltičkog mora. Nekoliko petroglifa prikazuje brodove, a velike kamene formacije poznate kao kameni brodovi ukazuju na to da je brodarstvo igralo važnu ulogu u kulturi. Nekoliko petroglifa prikazuje brodove koji bi mogli biti mediteranski.
Iz ovog perioda postoji mnogo humki i polja petroglifa, ali njihovo značenje je odavno izgubljeno. Tu su i brojni artefakti od bronze i zlata. Prilično sirov izgled petroglifa u poređenju sa bronzanim delima, pokrenuo je teoriju da su ih proizvele različite kulture ili različite društvene grupe. Nijedan pisani jezik nije postojao u nordijskim zemljama tokom bronzanog doba.
Za nordijsko bronzano doba karakteristična je topla klima (koja je upoređena sa onom na Mediteranu), što je dozvoljavalo relativno gustu populaciju, ali se okončano klimatskim promenama koje su se sastojale od pogoršanja, vlažnije i hladnije klime (za koju se verovalo da je dovela do porasta legendi o Fimbulvinteru) i čini se vrlo verovatnim da je klima potisnula Germanska plemena na jug, u kontinentalnu Evropu. Tokom ovog vremena postojao skandinavski uticaj u istočnoj Evropi. Hiljadu godina kasnije, brojna Istočnogermanska plemena koja su tvrdila da su skandinavskog porekla (Burgundi, Goti i Heruli), kao i Langobardi, pripisivali su Skandinaviji (Skandzi) ime „materica nacija”, kao u Jordanesovoj Getiki.

### Preromansko gvozdeno doba
Preromansko gvozdeno doba je okončano sa pogoršavajućom, hladnijom i vlažnijom klimom. Ovo je razdoblje poznato po siromašnim arheološkim nalazima.
To je takođe razdoblje kada su germanska plemena postala poznata mediteranskom svetu i Rimljanima. Tokom 113–101. p. n. e. dva germanska plemena koja su poreklom iz Jilanda, u modernoj Danskoj, napala su Rimsku Republiku u onom što je danas poznato kao Kimbrijski rat. Ta dva plemena, Kimbri i Tevtonci, u početku su nanela najteže gubitke koje je Rim pretrpio od Drugog punskog rata. Kimbre i Teutonce su na kraju porazile rimske legije.

## Sami narod
Od praistorijskih vremena, Sami narod arktičke Evrope je živeo i radio u oblasti koja se proteže nad severnim delovima regiona koji su sad poznati kao Norveška, Švedska, Finska, i rusko Koljsko poluostrvo. Oni su nastanili severne arktičke i subarktičke regione Finoskandije i Rusije tokom najmanje 5.000 godina. Sami se ubrajaju među arktičke narode i članovi su obodnih grupa poput Arktičkog veća sekretarijata starosedilačkih naroda.
Petroglifi i arheološki nalazi poput naselja koja potiču iz oko 10.000. p. n. e. mogu se naći u tradicionalnim laponskim zemljama. Ove lovce i sakupljače kasnog paleolita i ranog mezolita istraživači su imenovali Komsa, jer nije poznato kako su sami sebe identifikovali.

## Literatura
- Arnold, Martin (2006). The Vikings: culture and conquest. Hambledon Press.
- Bagge, Sverre, Cross and Scepter: The Rise of the Scandinavian Kingdoms From the Vikings to the Reformation (Princeton University Press; 2014) 325 pages;
- Barton, H. Arnold (1986). Scandinavia in the Revolutionary Era 1760–1815. ISBN 978-0-8166-1392-2.. University of Minnesota Press. .
- Cronholm, Neander N. (1902). A History of Sweden from the Earliest Times to the Present Day.
- Clerc, Louis; Glover, Nikolas; Jordan, Paul Thomas (2015).  Clerc, Louis; Glover, Nikolas; Jordan, Paul, ур. Histories of Public Diplomacy and Nation Branding in the Nordic and Baltic Countries: Representing the Periphery. Brill/Nijhoff. ISBN 97890-04-30548-9.. 348. online review
- Derry, T.K (1979). A History of Scandinavia: Norway, Sweden, Denmark, Finland, Iceland. ISBN 978-0-8166-3799-7.. (Minneapolis: University of Minnesota Press.).
- Helle, Knut, ур. (2003). The Cambridge History of Scandinavia: Vol. 1. Cambridge University Press.
- Hesmyr, Atle: Scandinavia in the Early Modern Era; From Peasant Revolts and Witch Hunts to Constitution Drafting Yeomen (Nisus Publications, 2015).
- Hodgson, Antony (1985). Scandinavian Music: Finland and Sweden. ISBN 978-0-8386-2346-6.. 224 pp.
- Horn, David Bayne (1967). Great Britain and Europe in the eighteenth century. стр. 236—69.. covers 1603–1702;
- Ingebritsen, Christine, Scandinavia in world politics I(Rowman & Littlefield, 2006)
- Lindström, Peter, and Svante Norrhem. Flattering Alliances: Scandinavia, Diplomacy and the Austrian-French Balance of Power, 1648–1740 (Nordic Academic Press, 2013).
- Mathias, Peter, ур. (1978). Cambridge Economic History of Europe. Vol. 7: Industrial Economies. Capital, Labour and Enterprise. Part 1 Britain, France, Germany and Scandinavia.
- Moberg, Vilhelm, and Paul Britten Austin (2005). A History of the Swedish People: Volume II: From Renaissance to Revolution.
- Nissen, Henrik S., ed. Scandinavia during the Second World War (Universitetsforlaget, 1983)
- Otté, Elise C. (1894). Scandinavian History.
- Salmon, Patrick (2002). Scandinavia and the great powers 1890–1940. Cambridge University Press. ISBN 978-0-521-89102-8.
- Sejersted, Francis (2011). The Age of Social Democracy: Norway and Sweden in the Twentieth Century. Princeton University Press. ISBN 978-0-691-14774-1.. 543 pages; Traces the history of the Scandinavian social model after 1905.
- Treasure, Geoffrey, The Making of Modern Europe, 1648–1780, стр. 494—526 (3rd ed. 2003)..
- Dabrowski, J. (1989) Nordische Kreis un Kulturen Polnischer Gebiete. Die Bronzezeit im Ostseegebiet. Ein Rapport der Kgl. Schwedischen Akademie der Literatur Geschichte und Alter unt Altertumsforschung über das Julita-Symposium 1986. Ed Ambrosiani, B. Kungl. Vitterhets Historie och Antikvitets Akademien. Konferenser 22. Stockholm.
- Davidson, H. R. Ellis and Gelling, Peter: The Chariot of the Sun and other Rites and Symbols of the Northern European Bronze Age.
- K. Demakopoulou (ed.), Dēmakopoulou, Kaitē (1999). Gods and Heroes of the European Bronze Age. Thames & Hudson. ISBN 978-0-500-01915-3.. published on the occasion of the exhibition "Gods and Heroes of the Bronze Age. Europe at the Time of Ulysses", from December 19, 1998, to April 5, 1999, at the National Museum of Denmark, Copenhagen, London. .
- Demougeot, E (1969), La formation de l'Europe et les invasions barbares, Paris: Editions Montaigne-1974.
- Kaliff, Anders (2001). Gothic Connections. Contacts between eastern Scandinavia and the southern Baltic coast 1000 BC – 500 AD..
- Montelius, Oscar, (1885). Om tidsbestämning inom bronsåldern med särskilt avseende på Skandinavien..
- Musset, L (1965), Les invasions: les vagues germanique, Paris: Presses universitaires de France.
- Jørgen Jensen (2002). I begyndelsen. Gyldendal. ISBN 978-87-89068-26-8.. Gyldendal og Politikens Danmarks Historie (Vol. 1).  (језик: дански)
- J. Brandt, Jastorf und Latène. Internat. Arch. 66 (2001)
- John Collis, (1997). The European Iron Age. London and New York: Routledge.. The European Iron Age set in a broader context that includes the Mediterranean and Anatolia.
- W. Künnemann, Jastorf - Geschichte und Inhalt eines archäologischen Kulturbegriffs, Die Kunde N. F. 46 (1995), 61-122.
- Herwig Wolfram, (1999). Die Germanen., Beck .
- Ove Eriksson, B, Sara, O. Cousins, and Hans Henrik Bruun (2002). „Land-use history and fragmentation of traditionally managed grasslands in Scandinavia”. Journal of Vegetation Science. 13 (5): 743—748. Bibcode:2002JVegS..13..743E. doi:10.1111/j.1654-1103.2002.tb02102.x. p (On-line abstract)